# Vincent Corazza
Vincent Corazza (Newmarket, 6 dicembre 1972) è un attore e doppiatore canadese con cittadinanza statunitense.
Conosciuto per le serie animate Sorriso d'argento dove presta la voce al personaggio di Alden Jones e in Sailor Moon dove presta la voce a Mamoru Chiba/Tuxedo Kamen. E famoso nel mondo videoludico nella saga di Kingdom Hearts.

## Filmografia parziale

### Cinema
- Una culla per cinque (Quints), regia di Bill Corcoran – film TV (2000)

### Televisione
- Una canzone per le Cheetah Girls (The Cheetah Girls), regia di Oz Scott (2003) - film per la televisione

## Doppiatori italiani
Nelle versioni in italiano delle opere in cui ha recitato, Vincent Corazza è stato doppiato da:
- Loris Loddi in Una canzone per le Cheetah Girls